# 蒙蒂勒和普朗蒂尼
蒙蒂勒和普朗蒂尼（法語：Montureux-et-Prantigny，法語發音：[mɔ̃tyʁø e pʁɑ̃tiɲi]）是法国上索恩省的一个市镇，属于沃苏勒区。

## 地理
蒙蒂勒和普朗蒂尼（47°30'12"N, 5°38'17"E）面积12.18 平方千米，位于法国勃艮第-弗朗什-孔泰大區上索恩省，该省份为法国东部内陆省份，北起顺时针与孚日省、贝尔福地区省、杜省、汝拉省、科多尔省和上马恩省接壤。
与蒙蒂勒和普朗蒂尼接壤的市镇（或旧市镇、城区）包括：博热-圣瓦利耶-皮埃尔瑞和基特尔、沙尔热莱格雷、里尼。

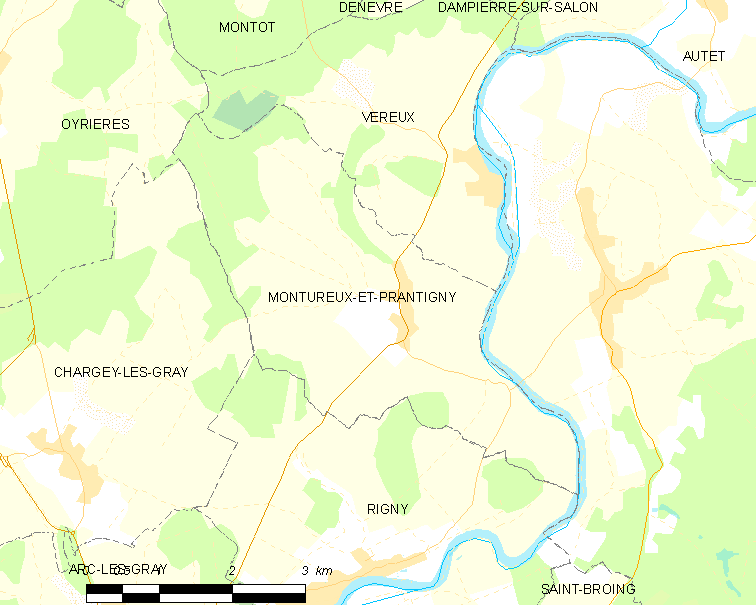
蒙蒂勒和普朗蒂尼的OSM定位图

蒙蒂勒和普朗蒂尼的时区为UTC+01:00、UTC+02:00（夏令时）。

## 行政
蒙蒂勒和普朗蒂尼的邮政编码为70100，INSEE市镇编码为70371。

## 政治
蒙蒂勒和普朗蒂尼所属的省级选区为萨隆河畔当皮埃尔县。

## 人口

1962-2008年间蒙蒂勒和普朗蒂尼人口变化图示

蒙蒂勒和普朗蒂尼于2022年1月1日时的人口数量为191人。